# Altus (Oklahoma)
Pour les articles homonymes, voir Altus.
La ville américaine d’Altus est le siège du comté de Jackson, dans l’État d’Oklahoma. Lors du recensement de 2010, elle comptait 19 813 habitants, en baisse par rapport à 2000.

## À noter
Le nom de la ville est l’anagramme de Tulsa, la deuxième ville la plus peuplée de l’État.
La localité abrite la Altus Air Force Base, une base aérienne militaire.

## Personnalités liées à la ville
- Thomas C. Oden (1931-2016), théologien méthodiste né à Altus.
- Moon Martin (1945-2020), musicien de rockabilly et de pop rock né à Altus.

## Source
- (en) Cet article est partiellement ou en totalité issu de l’article de Wikipédia en anglais intitulé « Altus, Oklahoma » (voir la liste des auteurs).